# Nikolaus Seeländer
Nicolaus Seeländer, auch: Nikolaus Seeländer oder Nicolai, Seelander oder Seelaender (* 15. Dezember 1682 in Erfurt; † 1744 ebenda) war seit 1718 ein deutscher Hofkupferstecher in Hannover sowie Medailleur und Numismatiker. Bekannt wurde er vor allem auch als Fälscher mittelalterlicher Münzen (Brakteaten).

## Leben
Seeländer musste im Alter von 12 Jahren aufgrund des Todes seines Vaters, eines Zeugschmiedes, seinen Schulbesuch abbrechen. Eigentlich hatte er ebenfalls den Beruf seines Vaters erlernen sollen, konnte jedoch nach einem Sturz von einem Baum keine schweren körperlichen Arbeiten mehr verrichten. So erlernte er bei dem Erfurter Maler Adam Wilhelm Hildebrand zunächst das Zeichnen und Malen, verlegte sich dann aber auf das Kupferstechen und das Medaillieren. So fertigte er beispielsweise für die Behörden seiner Heimatstadt verschiedene Siegelstempel und früh auch eine Medaille mit dem Brustbild des Erfurter Statthalters Graf Philipp Wilhelm von Boineburg. 1713 widmete Seeländer zwei Medaillen dem Herzog Friedrich II. von Sachsen-Gotha-Altenburg.
1714 wollte er seine Medaille auf Georgs I. von Großbritannien diesem persönlich überreichen. Er erlangte dafür ein Empfehlungsschreiben von Gottfried Wilhelm Leibniz und reiste 1715 nach London, vom König wurde er jedoch nicht empfangen. Seeländer gelangte, völlig verarmt, im Frühjahr 1716 nach Hannover.
Aus Seeländers Erfurter Zeit sind zwischen 1709 und 1716 sechs von ihm signierte Medaillen bekannt.

### Seeländer als Kupferstecher an der Bibliothek in Hannover
Nachdem Gottfried Wilhelm Leibniz in Hannover schon 1698 den Vorschlag unterbreitet hatte, für die Anfertigung von Zeichnungen historischer Münzen und Siegel einen Kupferstecher anzustellen, schrieb Leibniz am 20. Dezember 1715 einen Brief an den Minister Andreas Gottlieb von Bernstorff nach London und schlug darin vor, Nikolaus Seeländer für diese Aufgabe anzustellen. 1716 konnte Leibniz Nicolaus Seeländer für die Königliche Hofbibliothek anstellen. Seeländer fertigte in der Folgezeit unter anderem hunderte von Kupferplatten für Illustrationen zur Geschichte des Welfenhauses an für die von Leibniz geplante Origines Guelficae.
Zur Lebzeit von Leibniz fertigte Seeländer ein Porträt des Universalgenies, stach für diesen und die Königliche Bibliothek Hannover zwischen 1716 und 1727 Fossilienfunde wie etwa versteinerte Fische, die später in Leibnizens Protogaea oder Abhandlung von der ersten Gestalt der Erde und den Spuren der Historie in Denkmalen der Natur erschienen.
Unterdessen hatte Seeländer am 2. November 1723 die Jungfrau Ilse Elisabetha Schärs geehelicht.
Als Leibniz noch kurz vor seinem Tode eine zweite Rechenmaschine erfand, mit der große Rechnungen ausgeführt werden sollten, sollte Nicolaus Seeländer das erfundene Recheninstrument anfertigen.

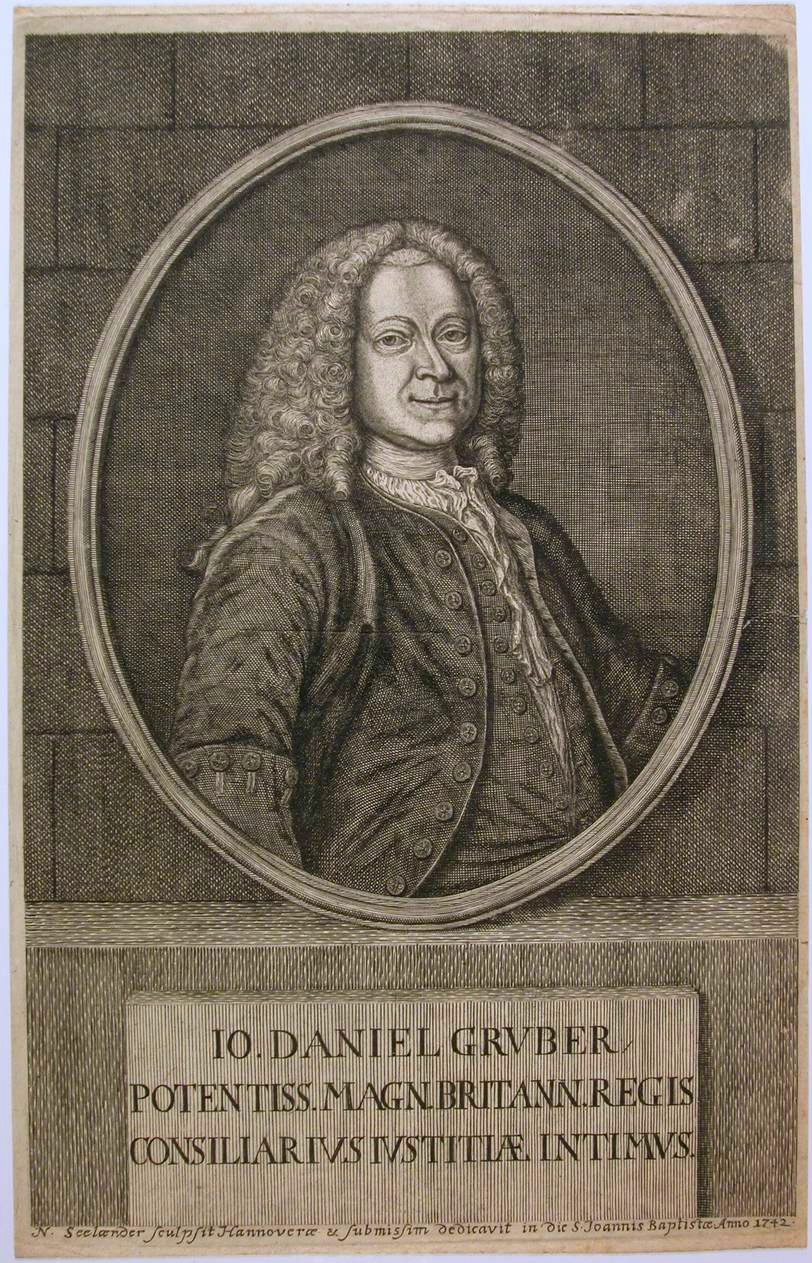
Brustbild des Bibliothekars Johann Daniel Gruber;
Kupferstich von Nikolaus Seeländer, 1742.

2005 wurden in der Gottfried Wilhelm Leibniz Bibliothek – Niedersächsische Landesbibliothek mehr als 850 Kupferstichplatten wiederentdeckt, von denen der größte Teil von Seeländer stammt. Um den Jahreswechsel 2005/06 wurde in der Ausstellung „Kupfer – Rot und Schwarz“ im Foyer der Niedersächsischen Landesbibliothek Teile der Sammlung unter anderem mit Abzügen gezeigt. Zu der Ausstellung erschien auch ein begleitender Katalog.

### Seeländer als Numismatiker und Münzfälscher
„Ohne eigentliches Studieren“ soll sich Seeländer eine Kunstfertigkeit und ein Wissen um Artefakte des Altertums angeeignet haben, insbesondere alte deutsche Münzen, von denen er vielfach  Kupferstiche anfertigte. Seeländer beschäftigte sich intensiv mit den deutschen Münzen des Mittelalters, den Brakteaten, fertigte von vielen Stiche an und wurde zum Kenner dieses Gebiets. Er verfasste insgesamt 10 Schriften zu diesem Thema, die er 1743 unter dem Titel „Deutsche Münzen mittlerer Zeiten“ zusammenfasste. Das Werk wurde in Hannover gedruckt und mit historischen Erläuterungen und 13 Kupferstichen versehen. Jede dieser Schriften war als Zueignungsschrift abgefasst und enthielt nach der immer gleichen kurzen Vorrede „Vino vendibili non opus est suspenda hedera“ unter anderem die Namen derjenigen Mäzene, die Seeländer die Münzen zur Beschreibung und/oder Abbildung zur Verfügung gestellt hatten.

## Werke
Schriften (Auswahl)
- Des Müntz-Schatzes mittlerer Zeiten Abhandlung der Hoch-gefürsteten Abtey Fulda ihrer Bracteaten. 1725.
- Des Müntz-Schatzes mittlerer Zeiten Abhandlung der Hessischen Bracteaten. 1725.
- Die segnende und schwere Hand auf Monumenten Siegeln und Müntzen Mittlerer Zeiten. Gewidmet Abt Gottfried Bessel, 1730.
- Zehen Schriften von teutschen Müntzen mitlerer Zeiten. Förster, Hannover 1743 (Digitalisat).

Medaillen
- 1709: Medaille auf den Statthalter Philipp Wilhelm von Boineburg, Kurmainzischer Statthalter Erfurts
- 1712: Medaille zur Gründung des Münzkabinetts in Gotha, mit Herzog Friedrich II. als Apoll, im Besitz des Münzkabinetts Gotha[8]
- 1712: Medaille zur Gründung des Münzkabinetts in Gotha, bärtiger nackter Mann, von einem Soldaten gestützt, überreicht dem thronenden Herzog Friedrich II. eine Medaille
- 1714: Medaille auf die Krönung König Georgs I. von Großbritannien
- 1715: Medaille auf den Geburtstag Herzog Ludwig Rudolf von Braunschweig-Lüneburg
- 1716: Medaille auf die Geburt des Kronprinzen Leopold, Sohn Kaiser Karls VI.

Kupferstiche
- Porträt des Gottfried Wilhelm Leibniz[4] aus dem Jahr 1726[9]
- 1739: Hildesheimer Brakteaten oder Hohlmünzen, abgebildet in Johann Friedrich Reimanns Catal. Biblioth. syst. crit. Hildesiae 1739. 8vo. Tom II., S. 849[10]